# شهرستان تانگ‌یوان
شهرستان تانگ‌یوان (به چینی: 汤原县) یا تانگ‌وون (به کره‌ای: 탕원현) یک شهرستان در استان هئی‌لونگ‌جیانگ چین است که در تابعیت شهر جیاموسی قرار دارد.

## تقسیمات اداری
شهرستان هوانان به ۴ شهرک، ۵ قصبه، و ۱ قصبه قومیتی (برای کره‌ای‌ها) تابعه تقسیم شده است. چهار «میدان» هم‌سطح قصبه نیز تابع این شهرستان می‌باشند، مانند نواحی اداری مزارع و مراتع.
- شهرک تانگ‌یوان (汤原镇، Tāngyuán zhèn)
- شهرک ژولیان (竹帘镇، Zhúlián zhèn)
- شهرک شیانگ‌لان (香兰镇، Xiānglán zhèn)
- شهرک هه‌لی (鹤立镇، Hèlì zhèn)

- قصبه تای‌پینگ‌چوان (太平川乡، Tàipíngchuān xiāng)
- قصبه جی‌شیانگ (吉祥乡، Jíxiáng xiāng)
- قصبه شنگ‌لی (胜利乡، Shènglì xiāng)
- قصبه ژن‌شینگ (振兴乡، Zhènxīng xiāng)
- قصبه یونگ‌فا (永发乡، Yǒngfā xiāng)

- ‌ قصبه قومیتی کره‌ای تانگ‌وانگ/سونگ‌هوا (汤旺朝鲜族乡، Tāngwàng cháoxiǎnzú xiāng)(탕왕조선족향، T'angwang josŏnjok hyang)

- میدان رزاعتی تانگ‌یوان (汤原农场، Tāngyuán nóngchǎng)
- میدان رزاعتی ووتونگ‌هه (梧桐河农场، Wútónghé nóngchǎng)
- زندان شیانگ‌لان (香兰监狱، Xiānglán jiānyù)
- اداره جنگل‌داری هه‌لی (鹤立林业局، Hèlì línyèjú)